# View from a Blue Moon
View from a Blue Moon ist ein US-amerikanischer Surffilm aus dem Jahr 2015 und der erste Film über das Surfen, der ausschließlich in 4K-Auflösung gedreht wurde.
Die Premiere des Films fand am 11. November 2015 an sieben weltweiten Standorten gleichzeitig statt, in den Vereinigten Staaten, in Japan, in Australien, in Südafrika und in Frankreich. In Deutschland startete der Film am 12. November 2015 und wurde anschließend in ausgewählten Kinos gezeigt.

## Handlung
View from a Blue Moon begleitet den weltweit erfolgreichen Surfer John John Florence und seine engsten Freunde auf dem Weg von seinem Zuhause an der Nordküste von Oahu zu seinen liebsten Surfstätten auf der ganzen Welt. Von den türkisblauen Gewässern des Südpazifik bis hin zu den dunkelsten, unentdeckten Surfspots Afrikas muss sich Florence vielen Herausforderungen stellen, um seinem Ruf als talentiertester Surfer aller Zeiten gerecht zu werden.

## Filmmusik
Auf dem Soundtrack sind unter anderem Titel der bekannten Musiker Jack Johnson, David Bowie und der Rockband Motörhead zu finden.
- Jack Johnson - Seasick Dream (3:20)
- Kishi Bashi - It All Began With a Burst (3:03)
- Arafúra - Humores IV: Melaina Chloè (9:13)
- David Bowie - Lost Is Lost (10:26)
- Arafúra - Humores II: Haima (7:20)
- Joywave, Kopps - Tongues (3:54)
- Andrew Seistrup - Brazil (3:14)
- The Barr Brothers - Half Crazy (4:52)
- Kishi Bashi -  Hahaha Pt. 2 (4:01)
- Glass Animals - Gooey, Gilligan Moss Remix (5:39)
- Motörhead - Fast and Loose (3:21)
- Happy Jawbone Family Band - Fireflies Made Out Of Dust (5:24)
- The Drift - Uncanny Valley (8:19)